# Aaron Chia

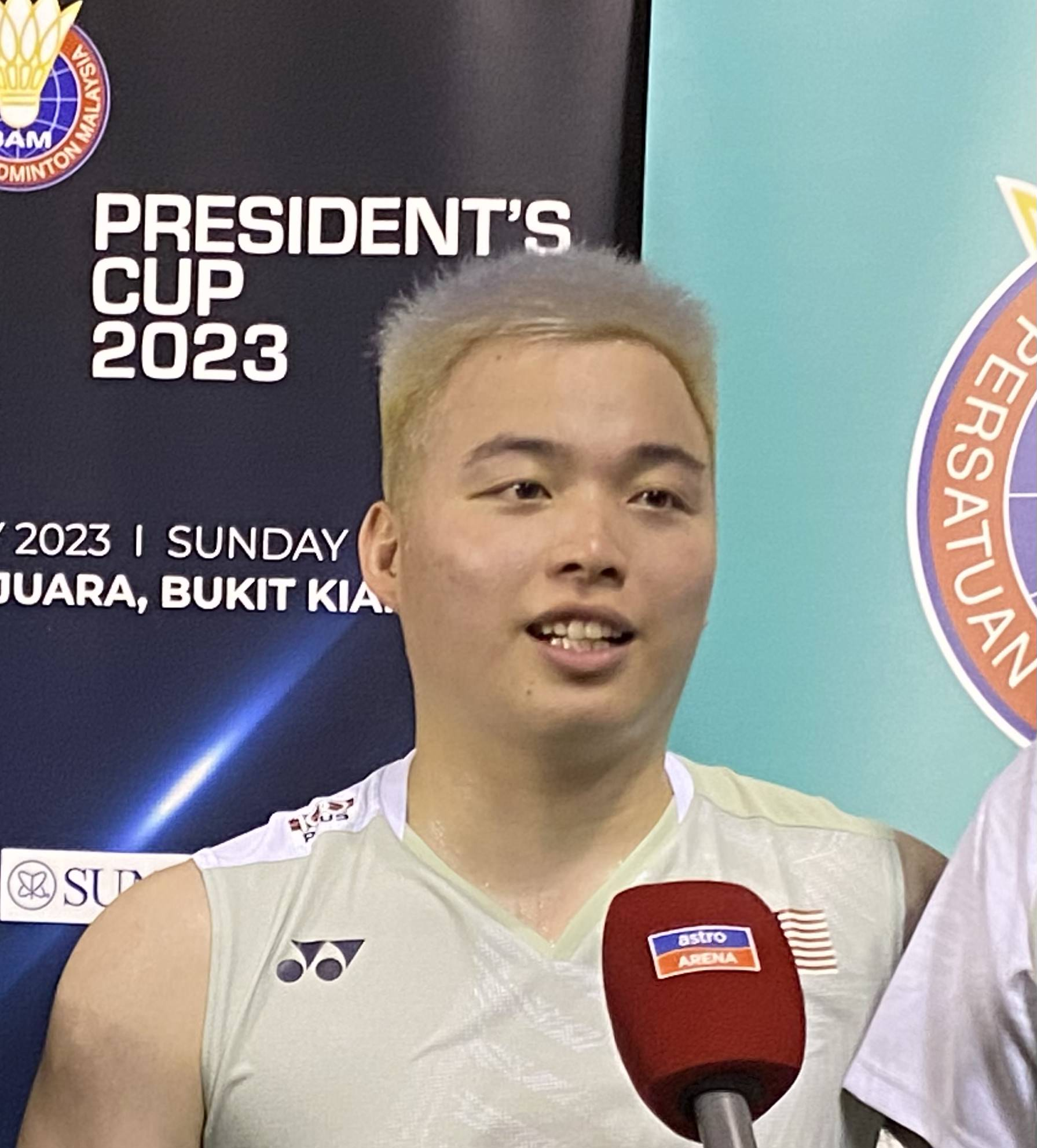
Aaron Chia, 2023

Aaron Chia Teng Fong (* 24. Februar 1997 in Malakka) ist ein malaysischer Badmintonspieler.

## Karriere
Er wurde bei den Swiss International 2016 Zweiter ebenso wie bei den Vietnam International 2018. Bei den prestigeträchtigen All England gewann er 2019 ebenfalls Silber. Ein Jahr später reichte es dort jedoch nur noch zu Rang fünf. 2021 qualifizierte er sich für die Olympischen Sommerspiele des gleichen Jahres. 2022 wurde er Weltmeister im Herrendoppel. Bei den Olympischen Spielen 2024 in Paris gewann er die Bronzemedaille im Herrendoppel.
Seit 2018 tritt er im Doppel mit Soh Wooi Yik an.

## Sportliche Erfolge
| Saison | Veranstaltung                      | Disziplin | Platz | Name                                |
| ------ | ---------------------------------- | --------- | ----- | ----------------------------------- |
| 2015   | Malaysia Junior International 2015 | MD        | 2     | Aaron Chia Teng Fong / Soh Wooi Yik |
| 2016   | Swiss International 2016           | MD        | 2     | Aaron Chia Teng Fong / Wong Wai Jun |
| 2018   | Juniorenweltmeisterschaft 2018     | MD        | 5     | Aaron Chia Teng Fong / Soh Wooi Yik |
| 2018   | Vietnam International 2018         | MD        | 2     | Aaron Chia Teng Fong / Soh Wooi Yik |
| 2019   | Malaysia Masters 2019              | MD        | 3     | Aaron Chia Teng Fong / Soh Wooi Yik |
| 2019   | All England 2019                   | MD        | 2     | Aaron Chia Teng Fong / Soh Wooi Yik |
| 2020   | All England 2020                   | MD        | 5     | Aaron Chia Teng Fong / Soh Wooi Yik |
| 2022   | Weltmeisterschaft                  | MD        | 1     | Aaron Chia Teng Fong / Soh Wooi Yik |
| 2024   | Olympische Spiele                  | MD        | 3     | Aaron Chia Ten Fong / Soh Wook Yik  |